# Họ Hổ Tasmania
Thylacinidae là một họ động vật có vú trong bộ Dasyuromorphia. Họ này được Bonaparte miêu tả năm 1838.

## Phân loại
Họ †Thylacinidae
- Chi †Badjcinus
  - †Badjcinus turnbulli (Oligocene sớm)
- Chi †Maximucinus
  - †Maximucinus muirheadae (Miocene giữa)
- Chi †Muribacinus
  - †Muribacinus gadiyuli (Miocene giữa)
- Chi †Mutpuracinus
  - †Mutpuracinus archiboldi (Miocene giữa)
- Chi †Ngamalacinus
  - †Ngamalacinus timmulvaneyi (Miocene sớm)
- Chi †Nimbacinus
  - †Nimbacinus dicksoni (Oligocene muộn — Miocene sớm)
  - †Nimbacinus richi (Miocene giữa)
- Chi †Thylacinus
  - †Thylacinus cynocephalus, hay Thylacine (Pliocene sớm- 1936)
  - †Thylacinus macknessi (Oligocene muộn — Miocene sớm)
  - †Thylacinus megiriani (Miocene muộn)
  - †Thylacinus potens (Miocene sớm)
  - †Thylacinus rostralis
- Chi †Tjarrpecinus
  - †Tjarrpecinus rothi (Miocene muộn)
- Chi †Wabulacinus
  - †Wabulacinus ridei (Oligocene muộn — Miocene sớm)

## Hình ảnh

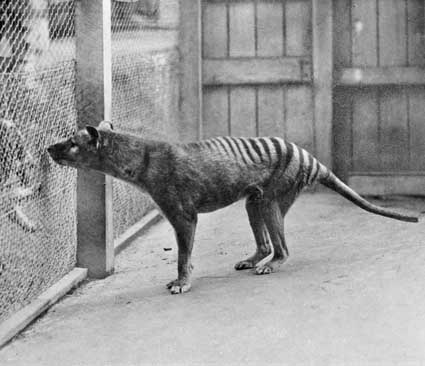